# Matilda Joslyn Gage
Matilda Electa Joslyn Gage (24 de març de 1826-18 de març de 1898) va ser una activista nord-americana, lluitadora pel sufragi femení, activista abolicionista, lliurepensadora, editora de premsa i autora prolífica, que "va néixer amb un odi cap a l'opressió". Si bé va néixer a Cicero, Nova York, Gage va viure la major part de la seva vida a Fayetteville, Nova York. Les seves restes descansen al cementiri de Fayetteville.

## Primers anys
Joslyn Gage va passar la seva infantesa en una casa que era part de la xarxa clandestina de suport a esclaus (coneguda com a Ferrocarril subterrani). Va estar a la presó per les seves accions d'acord amb la Llei dels esclaus fugitius de 1850, que tipificava com a acte criminal el fet de brindar assistència a esclaus fugitius. Tot i que al llarg de tota la vida va tenir problemes financers i físics (cardíacs), el seu treball en suport dels drets de les dones va ser ampli, pràctic, i moltes vegades executat de forma brillant.
El 1852 Gage es va involucrar en el moviment pels drets de les dones quan va parlar en la Convenció Nacional de Drets de les Dones a Siracusa, Nova York. Va ser presidenta de l'Associació Nacional pro Sufragi de la Dona des de 1875 fins a 1876, i durant més de vint anys va exercir com a presidenta del Comitè Executiu o vicepresidenta. Durant la convenció de 1876, va discutir exitosament amb un grup de policies que al·legaven que l'associació estava realitzant una assemblea il·legal. La policia finalment va marxar sense aixecar càrrecs.
Gage estava considerada més radical que Susan B. Anthony o Elizabeth Cady Stanton (amb qui va escriure History of Woman Suffrage). Juntament amb Cady Stanton, va ser crítica amb l'Església, fet que l'oposava a sufragistes conservadores com Frances Willard i la Unió Cristiana de Dones per la Temprança (WCTU). En lloc d'argumentar que les dones mereixien votar perquè la seva moralitat femenina permetria llavors influir sobre la legislació (com cap al WCTU), considerava que les dones mereixien el sufragi en virtut d'un "dret natural".
Malgrat la seva oposició a l'Església, Gage era profundament religiosa i va col·laborar de manera anònima amb Stanton en l'escriptura de la Bíblia de la dona. Es va convertir en una teosofista i va encoratjar els seus fills i les seves esposes perquè també se'n fessin.

## Editora delThe National Citizen
Gage va tenir una bona educació i va ser una escriptora prolífica. Segons el seu gendre, L. Frank Baum, era la dona més talentosa i educada de la seva època. Escrivia en nombrosos periòdics relatant els progressos en el moviment pel sufragi femení. L'any 1878 va comprar la Ballot Box, una publicació mensual de l'associació sufragista de Toledo, Ohio, quan la seva editora, Sarah R. L. Williams, es va retirar. Gage li va canviar el nom pel de The National Citizen and Ballot Box, i va explicar que les seves intencions per al diari eren:
El seu objectiu principal serà assegurar protecció nacional a les ciutadanes en l'exercici dels seus drets per votar... s'oposarà a tota forma de legislació de classes... les dones de tota classe, condició, rang i nom trobaran en aquest periòdic un amic (referència: "Prospectus", pàgina 1).
Durant els següents tres anys (fins a 1881) Gage va ser la seva editora principal, produí i publicà assajos sobre un ampli rang de temes. Cada edició portava la frase "La ploma és més poderosa que l'espasa", i incloïa columnes destacades sobre dones prominents al llarg de la història i inventores. Gage tenia un estil clar, lògic i una cuidada dosi d'ironia. En una ocasió, en escriure sobre les lleis que permetien a un home deixar la cura dels seus fills a una persona que no tenia relació amb la mare dels nens després de la seva mort, Gage deia: 
De vegades és preferible ser un home mort que una dona viva. (Referència: "All The Rights I Want", pàg. 2.)

## Activitats polítiques
A conseqüència de la intensa campanya que Gage va desenvolupar des de l'Associació Sufragista Femenina de l'estat de Nova York, aquest va concedir el sufragi femení per triar membres als consells de les escoles. Gage va voler garantir que cada dona de la seva zona (Fayetteville, NY) tingués l'oportunitat de votar, i per fer-ho els va escriure cartes notificant-los els seus drets, i es va asseure als llocs de votació per assegurar-se que cap dona fos rebutjada.
El 1871, Gage va formar part del grup de 10 dones que van intentar votar. Es va encarar al personal dels llocs de votació i va discutir amb ells en representació de cadascuna de les dones. Va recolzar Victoria Woodhull i posteriorment Ulysses S. Grant a les eleccions presidencials de 1872. El 1873 va defensar Susan B. Anthony quan aquesta va ser portada a judici per haver participat en els comicis de l'any anterior, i per fer-ho va utilitzar poderosos arguments legals i morals.
El 1884, Gage va ser una Elector-at-Large per Belva Lockwood i el Partit per la Igualtat dels Drets.

## Fundadora de laWomen's National Liberal Union
Gage va intentar sense èxit evitar que el moviment sufragista femení fos dominat per l'ala conservadora. Susan B. Anthony, que havia ajudat a fundar l'Associació Nacional pro Sufragi de la Dona (NWSA), estava molt centrada aa obtenir el dret a votar, un objectiu que Gage veia massa limitat. Les sufragistes conservadores es van involucrar amb la defensa del moviment sufragista, ja que creien que el vot femení aconseguiria moderar les protestes i aconseguir objectius polítics defensats des del cristianisme. Aquestes dones no donaven suport a una reforma social general.
L'Associació Americana del Sufragi de la Dona (AWSA), integrada per l'ala conservadora del moviment sufragista (i anteriorment en desacord amb la Nacional), estava oberta a la possibilitat de fusionar-se amb la NWSA com proposava Anthony, que estava treballant per unificar el moviment sufragista amb l'únic objectiu d'obtenir el dret a vot. La fusió de les dues organitzacions, impulsada per Lucy Stone, Alice Stone Blackwell i Susan B. Anthony, va donar lloc a l'Associació Nacional del Sufragi de la Dona Americana (NAWSA) el 1890. Stanton i Gage, per la seva banda, van mantenir les seves posicions radicals i es van oposar a la fusió de les dues associacions perquè creien que era una amenaça per a la separació de l'Església i l'estat.
L'èxit de la fusió dels dos grups sufragistes va impulsar Gage a crear la Unió Nacional Liberal de la Dona (WNLU) el 1890, de la qual va ser presidenta fins a la seva mort (per apoplexia) el 1898. Atraient persones més radicals que les integradores de la NAWSA, la WNLU es va convertir en la plataforma que defensava les idees radicals i liberals de l'època. Gage es va convertir en l'editora de la revista oficial de la WNLU, The Liberal Thinker.

## Crítica al cristianisme
Gage es va oposar fermament al control de l'Església cristiana per part dels homes i va analitzar com les pràctiques dutes a terme al llarg del segle per aquesta institució havien estat humiliants i opressives per a les dones[8][9][10]. Va concebre l'Església cristiana com a punt central del procés de subjugació de les dones per part dels homes, en què la doctrina i l'autoritat de l'Església s'utilitzaven per a descriure les dones com a éssers inferiors i pecadors per naturalesa.

Gage va recolzar fermament la separació de l'Església de l'estat, ja que creia "que el mal més gran fet a les dones va sorgir de les lleis teològiques que van sotmetre la dona a l'home." L'octubre de 1881 va escriure: 
Creient que aquest país és polític i no una organització religiosa... l'editora del "Ciutadà Nacional" utilitzarà tota la influència de la seva veu i ploma contra les "lleis" de dissabte, els usos de la "Bíblia a l'escola", i sobretot en contra d'una esmena que introdueixi Déu en la Constitució. Déu en la Constitució, pàgina 2.
El 1893 va publicar Woman, Church and State, un llibre on descrivia la varietat de formes en què el cristianisme havia oprimit les dones i reforçat els sistemes patriarcals. La majoria d'arguments i idees que hi apareixien ja els havia utilitzat en discursos anteriors (i en el capítol de History of Woman Suffrage que porta el mateix nom).  

## Visió sobre aspectes socials
Com moltes altres sufragistes, Gage considerava que l'avortament era una tragèdia lamentable, tot i que la seva visió del tema era més complexa que una simple oposició. L'any 1868 va escriure una carta a la Revolució (un diari favorable als drets de les dones editat per Elizabeth Cady Stanton i Parker Pillsbury), en què donava suport a l'opinió que l'avortament era una institució recolzada, dominada i afavorida pels homes. En uns inicis, Gage va oposar-se a l'avortament, considerant-lo un desig egoista dels marits per mantenir la seva riquesa reduint la seva descendència:
El breu article sobre "L'assassinat de l'infant" publicat al seu diari el 12 de març va tocar un tema que forma part dels mals de les dones, de manera més profunda que cap altre. Aquest és la negació del dret a ella mateixa... enlloc la unió marital dels sexes ha donat a la dona el control sobre el seu propi cos. La maternitat forçada és un crim contra el cos de la mare i l'ànima del nen... Però la culpa pel crim de l'avortament no recau exclusivament ni principalment en la dona... Dubto a no afirmar que la major part d'aquest delicte d'"assassinat d'un nen", "avortament" i "infanticidi" és imputable al sexe masculí. Sovint la dona ha rigut silenciosament, rient de manera burleta sobre les decisions d'autoritats mèdiques i legals, en els casos de crims comesos en contra seu com a dona. Aquestes decisions no podran ser preses fins que ella s'assegui com a jurista en aquests judicis. - Matilda Joslyn Gage, "Is Woman Her Own?"
Gage estava bastant preocupada pels drets de la dona sobre la seva pròpia vida i el cos. El 1881 va escriure sobre el tema del divorci:
Quan prediquen, com ho fa Rev. Crummell, "el misteri ocult de la generació, el secret meravellós de la vida propagada, confiat a la veritat de la dona", exposen un fet evident per ell mateix que mostra al món que la mare, i no el pare, és la veritable cap de la família, i que ella hauria de poder alliberar-se del seu marit infidel, tot mantenint el seu propi cos com un temple sagrat per als seus usos “divins-humans”, dels quals com a sacerdotessa i propietària de l'altar ella mateixa hauria de tenir-ne el control. - Matilda Joslyn Gage, "A Sermon Against Woman"

## Publicacions
Gage va ser editora de The National Citizen and Ballot Box, des del maig de 1878 fins a l'octubre de 1881 (disponible en microfilm) i del The Liberal Thinker a partir de 1890. Aquestes publicacions li van donar l'oportunitat de publicar assajos i articles d'opinió. La següent és una llista parcial de les seves obres:
- "Is Woman Her Own?", publicat a The Revolution, April 9th 1868, ed. Elizabeth Cady Stanton, Parker Pillsbury. pp 215-216.

- "Prospectus", publicat a The National Citizen and Ballot Box, ed. Matilda I. J. Gage. May 1878 p 1.

- "Indian Citizenship", publicat a The National Citizen and Ballot Box, ed. Matilda I. J. Gage. May 1878 p 2.

- "All The Rights I Want", publicat a The National Citizen and Ballot Box, ed. Matilda I. J. Gage. January 1879 p 2.

- "A Sermon Against Woman", publicat a The National Citizen and Ballot Box, ed. Matilda I. J. Gage. September 1881 p 2.

- "God in the Constitution", publicat a The National Citizen and Ballot Box, ed. Matilda I. J. Gage. October 1881 p 2.

- Woman As Inventor, 1870, Fayetteville, NY: F.A. Darling

- History of Woman Suffrage, 1881, Capítols per Cady Stanton, I., Anthony, S.B., Gage, M. I. J., Harper, I.H. (publicat novament el 1985 per Salem NH: Ahir Company)

- The Aberdeen Saturday Pioneer, 14 i 21 de març de 1891, editora i editorials. És possible que ella escrivís diverses editorials anteriors sense signar-les en nom de L. Frank Baum.

- Woman, Church and State, 1893 (publicat novament el 1980 per Watertowne DT.: Persephone Press)

## L'efecte Matilda
El 1993, la historiadora de la ciència Margaret W. Rossiter va encunyar el terme "efecte Matilda", en honor de Matilda J. Gage, per identificar aquelles situacions socials en què les dones científiques reben menys crèdit i reconeixement pel seu treball científic del que els correspondria després d'examinar objectivament el seu treball. L'efecte Matilda és un corol·lari de l'efecte Mateu, postulat pel famós sociòleg Robert K. Merton.